# A Estrada (Gerichtsbezirk)
Der Gerichtsbezirk A Estrada ist einer der 13 Gerichtsbezirke in der Provinz Pontevedra.
Der Bezirk umfasst 2 Gemeinden auf einer Fläche von 449,11 km² mit dem Hauptquartier in A Estrada.

## Gemeinden
| Gemeinde                 | Einwohner (2024) | Fläche km² | Dichte Einw./km² | Cod INE | Postleitzahl |
| ------------------------ | ---------------- | ---------- | ---------------- | ------- | ------------ |
| A Estrada                | 20.139           | 280,72     | 72               | 36017   | 36680        |
| Forcarei                 | 3.127            | 168,39     | 19               | 36018   | 36550        |
| Gerichtsbezirk A Estrada | 23.266           | 449,11     | 52               | –       | –            |